# Симулятор поїзда

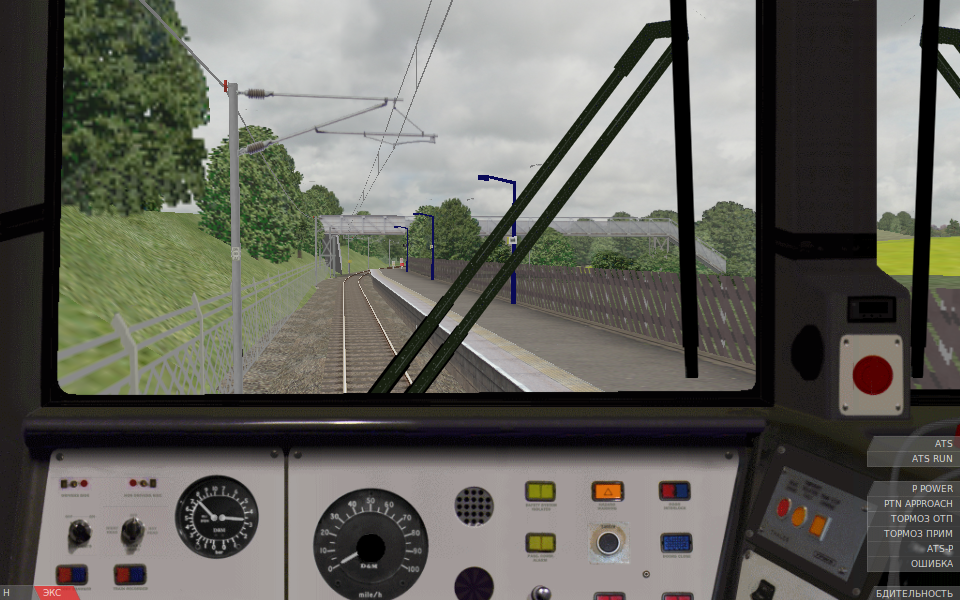
Керування потягом як головна складова ігрового процесу OpenBVE

Симулятор поїзда — жанр відеоігор, ігровий процес яких полягає в управлінні поїздом. Як правило, ці ігри виділяються точним відтворенням приладових панелей, ситуацій на колії, і нерідко служать для навчання машиністів.
Найбільш значущими іграми цього жанру є Southern Belle (1985) і її сиквел Evening Star (1987), Train Simulator (1995), Densha de GO! (1996) (також знана як Let's Go by Train), MaSzyna (2001—2006), Trainz (2001—2010), Microsoft Train Simulator (2001), Rail Simulator (2007) та ін.

## Різновиди
Симулятори потягів розділяються на кілька піджанрів: симулятор водіння потягом та симулятор управління мережею потягів. У першому випадку, гравець напряму керує обраним транспортним засобом, часто з метою навчитися саме керування потягом. Прикладами таких відеоігор можуть слугувати: BVE Trainsim, Densha de Go!, Microsoft Train Simulator, OpenBVE (вільна), Open Rails (вільна), Trainz, серія відеоігор Train Simulator (також знана як RailWorks). У другому ж випадку піджанр більше підв'язаний під економічний симулятор чи симулятор менеджменту та будування, тобто гравець має розбудовувати власну залізничну компанію з метою постійного збільшення прибутку: сполучати міста, заводи та фабрики, утворюючи та будуючи нові залізничні шляхи та станції. Серед визначних відеоігор подібного жанру: A-Train, Chris Sawyer's Locomotion, Mini Metro, Sid Meier's Railroad Tycoon, Simutrans, Transport Fever, Transport Tycoon.